# Adam Rich
Pour les articles homonymes, voir Rich.
Adam Rich, né le 12 octobre 1968 à Brooklyn et mort le 7 janvier 2023 près de Los Angeles, est un acteur américain, surtout connu pour sa participation à la série télévisée américaine Huit, ça suffit !, diffusée du 15 mars 1977 au 29 août 1981 sur le réseau ABC. Il y joue le rôle de Nicholas Bradford, le plus jeune fils de la fratrie, et popularise la coupe au bol, que des milliers de parents américains adoptent pour leur fils à la fin des années 1970. Ce rôle lui a valu le surnom de « petit frère de l'Amérique ».

## Biographie

### Enfance
Né le 12 octobre 1968 à Brooklyn, Adam Rich grandit à Granada Hills, dans la vallée de San Fernando près de Los Angeles avec ses parents et son jeune frère.

### Carrière
Adam Rich obtient le rôle de Nicholas Bradford à l'âge de huit ans,. Ce rôle le rend très populaire, comme en témoigne le fait que de nombreux parents américains adoptent pour leur fils la coupe au bol de son personnage. On parle alors de lui comme le « petit frère de l'Amérique ».
Après Huit, ça suffit !, il joue quelques rôles dans la série TV Code Red en 1981 sur ABC, puis dans la sitcom Gun Shy en 1983 sur CBS. Il apparaît comme invité dans quelques séries télé telles que  La croisière s'amuse, CHiPs, L'Île fantastique, L'Homme qui valait trois milliards, Hôpital St Elsewhere et Alerte à Malibu. Il fait également des doublages dans les dessins animés Le Sourire du dragon, aux côtés de Willie Aames, son partenaire dans la série Huit, Ça Suffit !.

### Vie privée
À côté de sa carrière d'enfant acteur, il pratique de nombreux sports, notamment du baseball, football américain, cyclisme, skateboard et natation. Il s'intéresse également au dessin.
Après l'arrêt en 1981 de la série qui l'a rendu populaire, il commence à fumer de la marijuana à 14 ans et quitte le lycée à 17 ans, en 1986. En 1989, il frôle la mort à cause d'une surconsommation de Valium. Il est arrêté par la police en 1991 pour tentative de cambriolage d'une pharmacie. En 1996, une rumeur circule dans les médias sur son assassinat. L'histoire paraît dans le magazine Might de San Francisco, avec l'accord d'Adam Rich lui-même,.
En 2002, il est arrêté pour conduite sous l'influence de stupéfiants. Il suit trois cures de désintoxication. D'autres jeunes acteurs de la série Huit, ça suffit ! ont été confrontés à des problèmes d'addiction similaires (Willie Aames, Susan Richardson ou Lani O'Grady notamment).
Par la suite, il fait quelques apparitions dans des fictions et travaille comme consultant pour le cinéma et la télévision.
Adam Rich meurt le 7 janvier 2023. Initialement, aucune cause de sa mort n'est citée. Il est ensuite annoncé qu'il a succombé à une overdose jugée accidentelle de fentanyl.

## Filmographie
| Année   | Titre                                       | Rôle                         | Notes                                         |
| ------- | ------------------------------------------- | ---------------------------- | --------------------------------------------- |
| 1976    | L'Homme qui valait trois milliards          | Bob                          | Épisode : A Bionic Christmas Carol            |
| 1977    | The City                                    | Donnie Collins               | Téléfilm                                      |
| 1977–81 | Huit, ça suffit !                           | Nicholas Bradford            | Rôle principal (112 épisodes)                 |
| 1978    | L'Île fantastique                           | Herbie Block                 | Épisode : Instant Family                      |
| 1979    | La croisière s'amuse                        | Brian Phillips               | Épisode : Oldies But Goodies                  |
| 1979    | CHiPs                                       | Himself                      | Épisode: Roller Disco: Part 2                 |
| 1979    | Tukiki and His Search for a Merry Christmas | Tukiki (voix)                | Television special                            |
| 1980    | 3-2-1 Contact                               | Nicholas Bradford            | Épisode : Crowded/Uncrowded: Human Crowding   |
| 1981    | Max et le Diable                            | Toby Hart                    | Long métrage                                  |
| 1981–82 | Code Red                                    | Danny Blake                  | Rôle principal (13 épisodes)                  |
| 1982    | CBS Children's Mystery Theatre              | Jeffrey Brenner              | Épisode : The Zertigo Diamond Caper           |
| 1982    | L'Île fantastique                           | Huck Finn                    | Épisode : Natchez Bound                       |
| 1982    | CHiPs                                       | Louis Hindall                | Épisode : Fallout                             |
| 1983    | Gun Shy                                     | Clovis                       | Épisode : Mail Order Mommy                    |
| 1983–85 | Le Sourire du dragon                        | Presto, le Magicien          | Voix (27 épisodes)                            |
| 1986    | Hôpital St Elsewhere                        | Louis Appleton               | Épisode : Family Affair                       |
| 1986    | Petite Merveille                            | Peter Watson                 | Épisode : Chewed Out                          |
| 1986    | Ricky ou la Belle Vie                       | Scott                        | Épisode : Ricky déménage, saison 5, épisode 6 |
| 1987    | Eight Is Enough: A Family Reunion           | Nicholas Bradford            | Téléfilm                                      |
| 1988    | Petite Merveille                            | The Beast                    | Épisode : The Gang's All Here                 |
| 1989    | An Eight Is Enough Wedding                  | Nicholas Bradford            | Téléfilm                                      |
| 1993    | Alerte à Malibu                             | Ethan                        | Épisode : Sky Rider                           |
| 2003    | Dickie Roberts, ex enfant star              | Son propre rôle (apparition) | Long métrage                                  |